# Хайнаньский педагогический университет
Хайнаньский педагогический университет (кит. трад. 海南師範大學, упр. 海南师范大学, пиньинь Hǎinán Shīfàn Dàxué) — университет в Хайкоу провинции Хайнань.
Это старейшее высшее учебное заведение на острове Хайнань.
Состоит из 15 факультетов и 18 исследовательских институтов. 36 программ бакалавриата и 17 магистерских. Имеет 2 исследовательских лаборатории регионального значения.
Хайнаньский педагогический университет является сертифицированным центром Ханьбань для подготовки преподавателей китайского языка как иностранного, и поэтому имеет солидную образовательную базу для подготовки иностранных студентов по китайскому языку. Университет имеет в своем составе сертифицированный центр HSK.
В районе Лунхуа в 2005 году был построен новый кампус университета.